# 卡法羅河
卡法羅河（義大利語：Caffaro）是意大利的河流，位於該國北部布雷西亞省，屬於伊德羅湖集水區的一部分，河道全長25公里，發源自雷蒂亚山脉。

## 外部連結
- Fiume Caffaro （意大利文） from bagolinoweb.it.

45°48′38″N 10°31′58″E / 45.81056°N 10.53278°E